# Гусла (Иван Вазов)
Вижте пояснителната страница за други значения на Гусла.
„Гусла“ е стихосбирка на Иван Вазов, излязла през 1881 г.
В тази стихосбирка са включени част от произведенията, които по-късно Вазов ще обедини в „Епопея на забравените“. Съдържа стихотворенията:
- „На детето“
- „Малини“
- „Поет и вдъхновение“
- „Старият книгопродавец“
- „Пустота“
- „При гробът“
- „Апатия“
- „Злочеста“
- „На Ком“
- „Дай ръка!“
- „Светете, тихи небеса...“
- „Царят умря!“
- „На бала“
- „Среща“
- „За любовта не говори...“
- „Звукове“
- „Гълъби“
- „Дъхът на пролетта“
- „Оставете ме да плача“
- „Зимна вечер“
- „Мила момне“
- „Сантиментална разходка по Европа“
- „Епитафия“
- „Практически человек“
- „Дипломираните“